# Aeroportul Wuvulu Island
Aeroportul Wuvulu Island (IATA: WUV) este un aeroport din Manus Province⁠(d), Papua Noua Guinee.
aeroportul dispune de o singură pistă.